# Гречухино (Лычёвская волость)
Гречухино — деревня в Великолукском районе Псковской области России. Входит в состав Лычёвской волости.

## География
Расположена в центре района на юго-восточной окраине Великих Лук.

## Население
| 2001 | 2002 | 2010 |
| ---- | ---- | ---- |
| 68   | ↗72  | ↗101 |

Численность населения деревни по состоянию на начало 2001 года 68 жителей.